# Boros schneideri
Boros schneideri is een keversoort uit de familie Boridae. De wetenschappelijke naam van de soort is voor het eerst geldig gepubliceerd in 1795 door Panzer.